# Larentia incandescens
Larentia incandescens är en fjärilsart som beskrevs av Thierry-mieg 1892. Larentia incandescens ingår i släktet Larentia och familjen mätare. Inga underarter finns listade i Catalogue of Life.